# 다마노시
다마노시(일본어: 玉野市)는 일본 오카야마현 남단의 세토 내해 연안에 있는 시이다.
항만 도시이며 우노항에서 시코쿠 방면으로의 페리가 있다. 또 우다카 연락선(일본국유철도→시코쿠 여객철도)이 다카마쓰시를 연결해 시코쿠로의 관문으로 번창하였다.

## 인접하는 자치체
- 오카야마현
  - 오카야마시(미나미구)
  - 구라시키시

- 가가와현(해상에서 인접)
  - 다카마쓰시
  - 가가와군 나오시마정
  - 쇼즈군 도노쇼정

## 역사
- 1732년 - 어장 싸움을 계기로 비젠국과 사누키국의 경계선이 오즈치섬의 중앙에 그어졌다. 이것이 그대로 다마노시와 다카마쓰시의 경계선으로 이어지고 있다.
- 1917년 - 고지마군 히비정의 다마 지구에 미쓰이 물산 조선부(미쓰이 E&S의 모태인 미쓰이 조선이기도 함)가 창업해 인구가 급증하였다.
- 1940년 - 고지마군의 우노정과 히비정이 합병해 다마노시가 탄생하였다.
- 1953년 7월 1일 - 고지마군 야마다촌을 편입하였다.
- 1954년 4월 1일 - 고지마군 쇼나이촌을 편입하였다.
- 1955년 2월 1일 - 고지마군 하치하마정을 편입하였다.
- 1974년 3월 20일 - 고지마군 도지정을 편입하였다.

## 교통

### 철도
- 동일본 여객철도 우노선

### 도로
- 국도 제30호선
- 국도 제430호선 (일본)(일본어판)

## 인구
| 연도 | 인구   | ±%     |
| ---- | ------ | ------ |
| 1920 | 35,355 | —      |
| 1925 | 32,647 | −7.7%  |
| 1930 | 36,382 | +11.4% |
| 1935 | 40,717 | +11.9% |
| 1940 | 51,879 | +27.4% |
| 1945 | 62,237 | +20.0% |
| 1950 | 65,625 | +5.4%  |
| 1955 | 68,076 | +3.7%  |
| 1960 | 70,933 | +4.2%  |
| 1965 | 71,419 | +0.7%  |
| 1970 | 73,478 | +2.9%  |

| 연도 | 인구   | ±%    |
| ---- | ------ | ----- |
| 1975 | 78,516 | +6.9% |
| 1980 | 77,803 | −0.9% |
| 1985 | 76,954 | −1.1% |
| 1990 | 73,238 | −4.8% |
| 1995 | 71,330 | −2.6% |
| 2000 | 69,567 | −2.5% |
| 2005 | 67,047 | −3.6% |
| 2010 | 64,553 | −3.7% |
| 2015 | 60,736 | −5.9% |
| 2020 | 56,531 | −6.9% |

## 기후
| 다마노시의 기후                                              | 다마노시의 기후 | 다마노시의 기후 | 다마노시의 기후 | 다마노시의 기후 | 다마노시의 기후 | 다마노시의 기후 | 다마노시의 기후 | 다마노시의 기후 | 다마노시의 기후 | 다마노시의 기후 | 다마노시의 기후 | 다마노시의 기후 | 다마노시의 기후 |
| 월                                                           | 1월             | 2월             | 3월             | 4월             | 5월             | 6월             | 7월             | 8월             | 9월             | 10월            | 11월            | 12월            | 연간            |
| ------------------------------------------------------------ | --------------- | --------------- | --------------- | --------------- | --------------- | --------------- | --------------- | --------------- | --------------- | --------------- | --------------- | --------------- | --------------- |
| 역대 최고 기온 °C (°F)                                       | 17.2 (63.0)     | 19.8 (67.6)     | 22.7 (72.9)     | 29.0 (84.2)     | 32.3 (90.1)     | 34.1 (93.4)     | 37.1 (98.8)     | 38.2 (100.8)    | 37.1 (98.8)     | 31.5 (88.7)     | 25.2 (77.4)     | 20.9 (69.6)     | 38.2 (100.8)    |
| 일평균 최고 기온 °C (°F)                                     | 9.2 (48.6)      | 9.7 (49.5)      | 13.0 (55.4)     | 18.1 (64.6)     | 22.9 (73.2)     | 26.0 (78.8)     | 30.3 (86.5)     | 32.1 (89.8)     | 28.6 (83.5)     | 23.1 (73.6)     | 17.2 (63.0)     | 11.7 (53.1)     | 20.2 (68.3)     |
| 일일 평균 기온 °C (°F)                                       | 5.5 (41.9)      | 5.8 (42.4)      | 8.8 (47.8)      | 13.7 (56.7)     | 18.5 (65.3)     | 22.2 (72.0)     | 26.3 (79.3)     | 28.1 (82.6)     | 24.7 (76.5)     | 19.0 (66.2)     | 13.1 (55.6)     | 7.9 (46.2)      | 16.1 (61.0)     |
| 일평균 최저 기온 °C (°F)                                     | 2.0 (35.6)      | 2.0 (35.6)      | 4.6 (40.3)      | 9.5 (49.1)      | 14.6 (58.3)     | 19.2 (66.6)     | 23.5 (74.3)     | 25.2 (77.4)     | 21.4 (70.5)     | 15.3 (59.5)     | 9.2 (48.6)      | 4.3 (39.7)      | 12.6 (54.6)     |
| 역대 최저 기온 °C (°F)                                       | −4.0 (24.8)     | −6.4 (20.5)     | −5.1 (22.8)     | 0.1 (32.2)      | 5.7 (42.3)      | 10.4 (50.7)     | 17.5 (63.5)     | 18.3 (64.9)     | 11.6 (52.9)     | 5.8 (42.4)      | 1.7 (35.1)      | −3.5 (25.7)     | −6.4 (20.5)     |
| 평균 강수량 mm (인치)                                        | 35.5 (1.40)     | 42.9 (1.69)     | 77.9 (3.07)     | 78.7 (3.10)     | 103.1 (4.06)    | 146.2 (5.76)    | 152.5 (6.00)    | 78.3 (3.08)     | 137.4 (5.41)    | 97.4 (3.83)     | 48.4 (1.91)     | 40.3 (1.59)     | 1,038.5 (40.89) |
| 평균 강수일수 (≥ 1.0 mm)                                     | 5.4             | 6.5             | 9.1             | 9.0             | 8.8             | 10.7            | 9.1             | 5.6             | 8.5             | 7.3             | 5.9             | 5.8             | 91.7            |
| 평균 월간 일조시간                                           | 158.5           | 152.4           | 182.3           | 202.1           | 212.7           | 166.2           | 203.6           | 237.8           | 171.1           | 179.1           | 161.6           | 159.8           | 2,187.1         |
| 출처: 일본 기상청 (평년값: 1991년~2020년, 극값: 1976년~현재) |                 |                 |                 |                 |                 |                 |                 |                 |                 |                 |                 |                 |                 |

## 자매 도시
- 일본 나가노현 오카야시
- 대한민국 경상남도 통영시
- 중화인민공화국 장시성 주장시
- 미국 매사추세츠주 글로스터

## 출신 인물
- 이노우에 아사히(井上あさひ): NHK 아나운서